# Operação Shujaa
A Operação Shujaa (traduzida livremente como "operação dos bravos") é uma ofensiva militar conduzida pela República Democrática do Congo e por Uganda contra forças insurgentes em Kivu e Ituri, principalmente afiliadas do Estado Islâmico (EI) e das Forças Democráticas Aliadas (FDA). Lançada em novembro de 2021, resultou em perdas significativas para as forças rebeldes visadas e reduziu substancialmente sua atividade. Por vezes, as forças governamentais envolvidas na Operação Shujaa também lutaram contra outros grupos rebeldes.

## Contexto
As Forças Democráticas Aliadas foram fundadas em 1996 como uma unificação de vários grupos rebeldes ugandenses. A partir deste momento, travaram uma insurreição contra o governo do Uganda, principalmente a partir de bases no leste do Congo, cujos governos lhe forneceram apoio durante a década de 1990. Mesmo depois que a liderança congolesa encerrou seu apoio à Forças Democráticas Aliadas, esta última manteve uma grande presença no leste do Congo, que foi repetidamente devastado por guerras e rebeliões, tornando-se um refúgio para muitos grupos insurgentes diferentes.
Com o tempo, as Forças Democráticas Aliadas alinharam-se com um islamismo radical. O grupo também se tornou mais extremo em seus métodos e cada vez mais visava civis. Como resultado desse desenvolvimento ideológico, passou a forjar conexões com o jihadismo internacional; esta tendência culminou em 2019, quando a maior parte das Forças Democráticas Aliadas sob o comando de Musa Baluku jurou lealdade ao Estado Islâmico (EI). Após violentos desentendimentos e expurgos em resposta a esta medida, uma pequena facção das Forças Democráticas Aliadas rompeu-se sob o comando de um indivíduo chamado "Muzaaya", declarando a sua contínua lealdade ao ex-comandante Jamil Mukulu. Essa dissidência posteriormente adotou o nome de "Iniciativa de Libertação Pan-Ugandense" (em inglês:  Pan-Ugandan Liberation Initiative; PULI).
A facção de Baluku posteriormente se tornou o núcleo da Província da África Central do Estado Islâmico. Beneficiando da ajuda do Estado Islâmico-Central, o Estado Islâmico na África Central rapidamente cresceu em proeminência e expandiu as suas atividades, lançando vários ataques de grande repercussão na República Democrática do Congo e no Uganda. O Estado Islâmico na África Central, portanto, tornou-se "garoto-propaganda dos esforços do Estado Islâmico para manter uma ameaça constante e persistente em todo o mundo". O crescimento do Estado Islâmico na África Central acabou tornando o grupo uma "prioridade máxima no combate ao terrorismo" para os Estados regionais. No final de 2021, Forças Democráticas Aliadas/Estado Islâmico na África Central realizou uma série de ataques a bomba em Uganda, após os quais o presidente ugandense Yoweri Museveni declarou que os militantes responsáveis seriam caçados. Museveni posteriormente se encontrou com o presidente da República Democrática do Congo Félix Tshisekedi, e os dois concordaram em organizar uma operação conjunta contra os terroristas.

## Forças opostas

### Forças governamentais

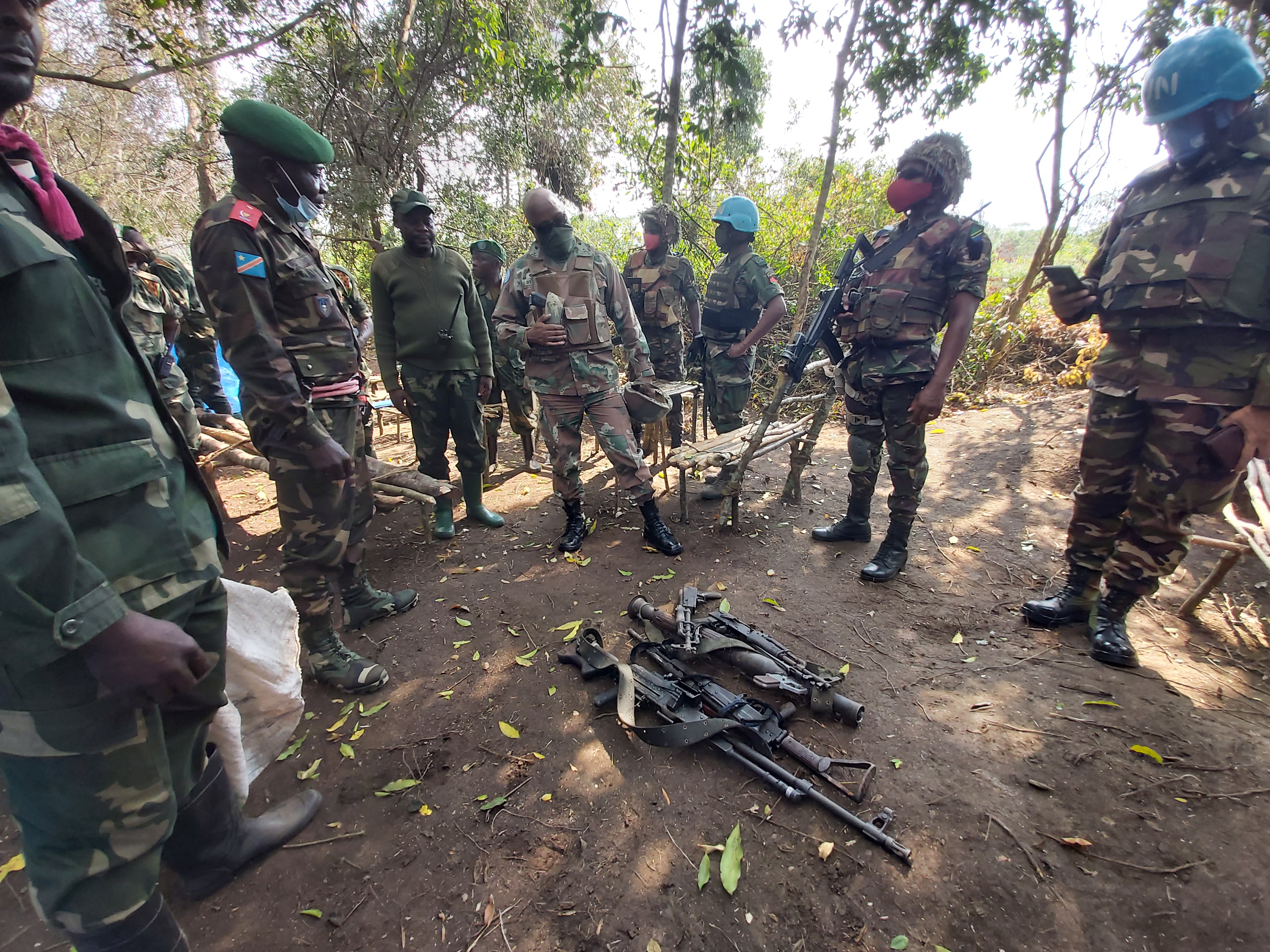
Soldados das FARDC e da MONUSCO com armamento capturado das Forças Democráticas Aliadas no vale de Mwalika em 2021

A Operação Shujaa é realizada pelas forças conjuntas do exército nacional de Uganda, a Força de Defesa do Povo de Uganda (em inglês:  Uganda People's Defence Force; UPDF) e as Forças Armadas da República Democrática do Congo (FARDC). As forças ugandenses inicialmente envolvidas na ofensiva somavam "centenas" ou entre 2.000 e 4.000 soldados. No início de 2025, a força ugandense foi reforçada para incluir cerca de 4.000 a 5.000 soldados. A operação é realizada principalmente pela Divisão de Montanha da UPDF. Unidades menores envolvidas incluem a Brigada de Montanha treinada pelos franceses, o 3.º Batalhão de Montanha, e o 83.º Batalhão. As forças ugandenses estão sob o comando principal de Muhoozi Kainerugaba. Sob ele, Kayanja Muhanga foi o primeiro comandante da linha de frente de Uganda para a operação, seguido por Dick Olum em outubro de 2022, e Richard Otto em maio de 2024.
O major-general das FARDC Bombele Lohola Camille atua como coordenador das operações militares conjuntas com o major-general Kayanja Muhanga como seu assistente. A República Democrática do Congo comprometeu pelo menos um batalhão treinado pela França para a operação. Embora autoridades congolesas tenham elogiado a cooperação entre as FARDC e a UPDF durante a ofensiva, vários oficiais das FARDC teriam ficado "desconfortáveis" com a presença de soldados ugandenses em seu país devido a conflitos anteriores entre ambos. Além disso, as forças governamentais são apoiadas por algumas milícias Mai-Mai. A força de manutenção da paz das Nações Unidas no Congo, MONUSCO, também teria ajudado a operação.

## Rebeldes
As Forças Democráticas Aliadas, e por extensão o Estado Islâmico na África Central, estão tradicionalmente centrados em Kivu do Norte e Ituri. Uganda alegou que as Forças Democráticas Aliadas/Estado Islâmico na África Central possuem milhares de membros. O comandante mais importante do Estado Islâmico na África Central é Musa Baluku, embora Bongela Chuma também tenha sido identificado como "suposto" líder do ramo do Estado Islâmico.  Abaixo desses comandantes-chefes serviram vários oficiais importantes do Estado Islâmico na África Central durante a ofensiva: estes incluíam Meddie Nkalubo, supostamente o segundo em comando, e Elias Segujja (também conhecido como Mulalo" / "Fezza"), chefe da "ala política" do grupo e do "Setor Sul/Rwenzori-Mwalika". O Estado Islâmico-Central apoiou o Estado Islâmico na África Central com dinheiro e outras ajudas.
Comparado ao Estado Islâmico na África Central, a facção Forças Democráticas Aliadas-Mukulu ou "PULI" era bastante pequena; no seu auge, contava com 150-200 membros. No entanto, atraiu alguns membros proeminentes das Forças Democráticas Aliadas além de "Muzaaya", incluindo Benjamin Kisokeranio e um dos filhos de Mukulu, Hassan Nyanzi. Os três juntos comandaram a facção dissidente. A PULI participou de poucos combates e passou muito tempo se escondendo do Estado Islâmico na África Central e da UPDF. Por vezes, a Operação Shujaa também teve como alvo grupos rebeldes não relacionados com o EI e as Forças Democráticas Aliadas, como a Força Patriótica e Integracionista do Congo (FPIC) e a Cooperativa para o Desenvolvimento do Congo (CODECO).

## Operação
A Operação Shujaa foi lançada em 30 de novembro de 2021 pela UPDF. No início, a Força Aérea de Uganda bombardeou campos conhecidos das Forças Democráticas Aliadas/Estado Islâmico na África Central, seguidos por tropas terrestres ugandenses cruzando a fronteira e atacando forças rebeldes dentro da República Democrática do Congo. Desde o início, a operação foi apoiada pelas FARDC. Foram relatados combates em torno de Beni e no Parque Nacional de Virunga. De acordo com o pesquisador Jacob Zenn, foi o "esforço mais coordenado para atingir células do Estado Islâmico na África Central na RDC até o momento". O objetivo inicial da operação era a destruição do centro das Forças Democráticas Aliadas/Estado Islâmico na África Central em Kambi ya Yua, no norte de Beni.
Em janeiro de 2022, o principal membro do Estado Islâmico na África Central Salim Mohammed e o comandante da PULI Benjamin Kisokeranio foram capturados pelas forças de segurança no leste da República Democrática do Congo. No mês seguinte, as forças governamentais conjuntas iniciaram a segunda fase da operação tentando desobstruir e desembarcar a rota de Burasi para Boga. Isto deveria criar um corredor interligado que abrangesse Mbau, Ouicha, Eringeti, Kainama, Tchabi, Olamoyo, a Ponte Semuliki e Mukakati. Desta forma, forças rebeldes substanciais seriam cercadas na zona apelidada de "triângulo da morte" pelos congoleses. Durante o mês seguinte, as forças governamentais envolvidas na Operação Shujaa entraram em confronto com o grupo rebelde FPIC devido às tentativas deste último de roubar gado de civis locais. Em março, a UPDF e as FARDC supostamente mataram o comandante das Forças Democráticas Aliadas/Estado Islâmico na África Central Abu Aden (um somali) durante uma batalha em Malulu, a noroeste de Boga. Em contraste com as alegações do governo sobre bons avanços e pesadas perdas inimigas, o Instituto Ebuteli e o Grupo de Pesquisa do Congo do Center on International Cooperation alertaram que as alegações da UPDF e das FARDC não foram comprovadas por terceiros, com as Forças Democráticas Aliadas/Estado Islâmico na África Central aparentemente conseguindo recuar em boas condições em direção ao Território de Mambasa.

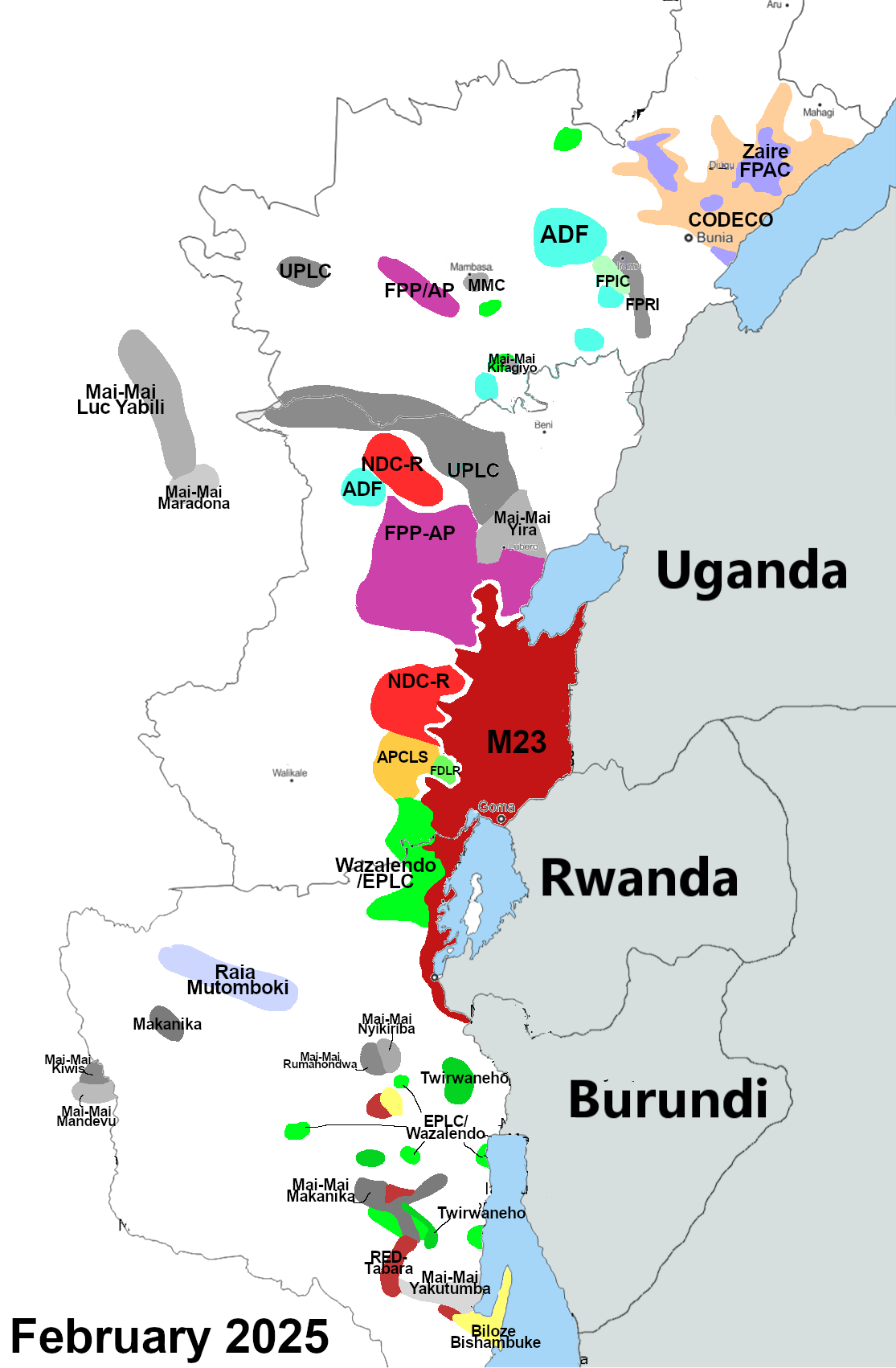
Presença de vários grupos rebeldes em Kivu e Ituri, com Forças Democráticas Aliadas / Estado Islâmico na África Central marcados em turquesa.

Em abril, as forças governamentais conjuntas estavam liberando a estrada Beni-Kasindi e atacando os redutos insurgentes no vale de Mwalika. Em maio, a UPDF e as FARDC concluíram a segunda fase da operação, protegendo a rodovia Beni-Kamango e liberando o chamado "triângulo da morte" dos contingentes das Forças Democráticas Aliadas/Estado Islâmico na África Central. Os rebeldes estavam supostamente recuando através do rio Ituri para o Território de Irumu, e ainda tinham uma presença significativa no vale de Mwalika e nas Montanhas Rwenzori. O chefe da UPDF, Kainerugaba, também afirmou que a presença rebelde na Ponte Semuliki, Kambi ya Yua, Belu I, II et III, Tondoli, Kainama e Boga et Tshabi havia sido eliminada. Em junho, a Operação Shujaa foi renovada por mais um ano. No outono, o escopo da Operação Shujaa foi expandido, com três batalhões da UPDF implantados a oeste do rio Semliki. Em novembro, Uganda anunciou que enviaria mais 1.000 soldados para o leste do Congo para ajudar a combater outro grupo rebelde, o Movimento 23 de Março, e também bombardeou um grande acampamento do Estado Islâmico na África Central sob Segujja. Este último ataque forçou os rebeldes a deslocarem o seu acampamento para sul. Em dezembro de 2022, os rebeldes das Forças Democráticas Aliadas supostamente tentaram se infiltrar em Uganda no distrito de Ntoroko, mas foram repelidos pela UPDF.
Em 2023, a Operação Shujaa já era descrita como um sucesso por Uganda e pela República Democrática do Congo, embora o Estado Islâmico na África Central continuasse a operar e a lançar ataques. De acordo com as Nações Unidas, o grupo até procurou expandir suas atividades na região. Em janeiro de 2023, a UPDF atacou o acampamento principal da PULI perto do Lago Eduardo; o grupo sobreviveu, mas foi enfraquecido e realocou seu acampamento. No entanto, esta situação foi explorada por um grande contingente do Estado Islâmico na África Central sob o comando de Segujja, que rastreou a base realocada da PULI e a destruiu. Além de alguns membros da PULI que fugiram e se renderam às forças do governo, o grupo dissidente foi eliminado pelo ataque de Segujja; os sobreviventes (incluindo Nyanzi) renderam-se e juntaram-se ao Estado Islâmico na África Central. No mês seguinte, aeronaves do governo teriam bombardeado alvos do Estado Islâmico na África Central e matado Segujja durante confrontos no vale de Mwalika, embora sua morte não pudesse ser confirmada.
Em junho de 2023, rebeldes realizaram o massacre na escola de Mpondwe no oeste de Uganda. O ataque foi atribuído a militantes das Forças Democráticas Aliadas ligados ao Estado Islâmico na África Central. Em 10 de Agosto, um grupo do Estado Islâmico na África Central de 80 militantes lançou uma incursão a partir das suas bases no vale de Mwalika, atravessando a Chefatura de Bashu e atacando a cidade de Butembo. Lá, os insurgentes libertaram 800  detentos da prisão de Kakwangura, embora 250 prisioneiros tenham sido recapturados logo depois, incluindo um membro proeminente do Estado Islâmico conhecido como "Kizito". Posteriormente, os incursores recuaram através da Chefatura de Bashu em boa ordem, enquanto perdiam alguns combatentes em confrontos com as FARDC, a polícia e as milícias da aldeia.  Em agosto, a UPDF alegou ter matado um oficial de nível médio das Forças Democráticas Aliadas/Estado Islâmico na África Central chamado "Fazul" em Alungupa, no Kivu do Norte. Em setembro, o presidente Museveni afirmou que 560 membros das Forças Democráticas Aliadas/Estado Islâmico na África Central haviam sido mortos até então durante a Operação Shujaa, e instou a República Democrática do Congo a mobilizar milícias locais para impedir que os rebeldes retornassem às áreas seguras. Nesse ponto, a maioria dos insurgentes teriam recuado para o Território de Mambasa em Ituri. No mesmo mês, o segundo em comando das Forças Democráticas Aliadas/Estado Islâmico na África Central, Meddie Nkalubo, foi supostamente morto por um ataque aéreo da UPDF. No final do ano, os rebeldes teriam sido desalojados do vale de Mwalika.
No início de 2024, as forças conjuntas UPDF-FARDC expulsaram o Estado Islâmico na África Central da maioria de seus redutos. Em abril de 2024, a UPDF declarou que suas tropas e soldados das FARDC mataram dois membros de alto escalão das Forças Democráticas Aliadas/Estado Islâmico na África Central: um, conhecido como "Baghdad", era um comandante e foi emboscado na área de Ambusire, a noroeste de Tingwe em Ituri; o outro, "Dr. Musa", que administrava a logística médica e foi morto em Mugulumugulu perto de Tokomeka. No final de 2024, a área ao redor de Beni tornou-se significativamente mais segura, permitindo que os toques de recolher locais fossem suspensos. As forças das Forças Democráticas Aliadas/Estado Islâmico na África Central foram expulsas das Montanhas Rwenzori e do "triângulo da morte". Os insurgentes se dividiram em pequenos grupos para permanecerem móveis e escondidos, não podendo mais se concentrar em grandes campos. Por outro lado, as Forças Democráticas Aliadas/Estado Islâmico na África Central continuou a demonstrar um poder de combate substancial, tendo-se deslocado principalmente para o oeste, para Irumu e Mambasa em Ituri, bem como para o sul, para Tshopo, onde continuaram a assaltar e a atacar civis. Em Fevereiro de 2025, o Uganda reforçou ainda mais os seus contingentes na República Democrática do Congo, possivelmente em resposta à crescente campanha do M23 ao sul.

## Reações
Na República Democrática do Congo, as reações ao início da Operação Shujaa foram negativas ou mistas. Muitos congoleses expressaram oposição à intervenção estrangeira devido ao papel destrutivo de Uganda na Segunda Guerra do Congo, com o vencedor do Prêmio Nobel da Paz, Denis Mukwege, e o grupo ativista Lutte pour le changement expressando críticas. Em contraste, a MONUSCO acolheu favoravelmente a Operação Shujaa. Em junho de 2022, a recepção local à operação havia se tornado mais positiva, com um grupo da sociedade civil, Mamove, expressando a opinião de que as FARDC e a UPDF deveriam expandir ainda mais suas operações contra as Forças Democráticas Aliadas/Estado Islâmico na África Central.

## Análise e impacto
Em 2022, o Instituto Ebuteli e o Grupo de Pesquisa do Congo do Center on International Cooperation relataram que observadores externos criticaram a Operação Shujaa, com um diplomata comparando-a a "tentar matar um mosquito com um martelo" e um analista descrevendo-a como meramente "muita poeira e barulho". Neste ponto, nenhum impacto substancial da ofensiva na força rebelde pôde ser identificado. Além disso, o Instituto Ebuteli e o Grupo de Investigação do Congo argumentaram que a localização e o âmbito da operação possivelmente sugeriam motivos ocultos do Uganda ligados a interesses econômicos numa área mais ampla. Em 2024, no entanto, a Operação Shujaa teve um grande impacto na produção de propaganda do Estado Islâmico na África Central. Por exemplo, a filial divulgou 280 fotos e quatro vídeos em 2021, mas apenas 92 fotos em 2023. Os pesquisadores Caleb Weiss e Ryan O'Farrell afirmaram que a mídia do Estado Islâmico na África Central foi reduzida a uma "sombra do que era antes".

## Nota
- Este artigo foi inicialmente traduzido, total ou parcialmente, do artigo da Wikipédia em inglês cujo título é «Operation Shujaa».

### Obras citadas
- Congo Research Group; Ebuteli Institute (Junho de 2022). Uganda's Operation Shujaa in the Democratic Republic of Congo: Fighting the ADF or Securing Economic Interests? (PDF) (Relatório). Center on International Cooperation
- Weiss, Caleb; O'Farrell, Ryan (2024). «Media Matters: How Operation Shujaa Degraded the Islamic State's Congolese Propaganda Output» (PDF). West Point, New York: Combating Terrorism Center. CTC Sentinel. 17 (3): 19–21. Cópia arquivada (PDF) em 25 de Março de 2024
- Zenn, Jacob (Fevereiro de 2022). «Operation Shujaa Targets Islamic State's Leadership in Congo with Arrests of Salim Mohammed, Benjamin Kisokeranio, and Cheikh Banza». Jamestown Foundation. Militant Leadership Monitor. 13 (1)